# Pseudonicsara bitriangulata
Pseudonicsara bitriangulata är en insektsart som beskrevs av Sigfrid Ingrisch 2009. Pseudonicsara bitriangulata ingår i släktet Pseudonicsara och familjen vårtbitare. Inga underarter finns listade i Catalogue of Life.